# Stob Coire Easain
Stob Coire Easain är ett berg i Storbritannien.   Det ligger i kommunen Highland och riksdelen Skottland, i den nordvästra delen av landet, 700 km nordväst om huvudstaden London. Toppen på Stob Coire Easain är 1 115 meter över havet, eller 608 meter över den omgivande terrängen. Bredden vid basen är 8,2 km.
Terrängen runt Stob Coire Easain är huvudsakligen kuperad. Stob Coire Easain ligger uppe på en höjd som går i öst-västlig riktning.Runt Stob Coire Easain är det mycket glesbefolkat, med 3 invånare per kvadratkilometer. Närmaste större samhälle är Spean Bridge, 12,0 km nordväst om Stob Coire Easain. Trakten runt Stob Coire Easain består i huvudsak av gräsmarker.